# Pirates du Rhône
 (janvier 2025).
Pirates du Rhône est le premier roman écrit par Bernard Clavel en 1957, mais c'est un autre roman, L'ouvrier de la nuit qui a été publié en premier.

## Introduction et présentation
En 1976, vingt ans après sa première parution, Bernard Clavel relit Pirates du Rhône à l'occasion de sa réédition en format de poche aux éditions J'ai Lu. Que de changements, note-t-il, pour ce fleuve maintenant canalisé, un nouvel environnement qui ne s'est pas encore « intégré à la nature. » Mais ce n'est pas son propos, « ce livre, écrit-il, est une histoire que je raconte et, comme toutes les histoires que nous écrivons sans les avoir réellement vécues, tient à la fois de la réalité et du rêve ».

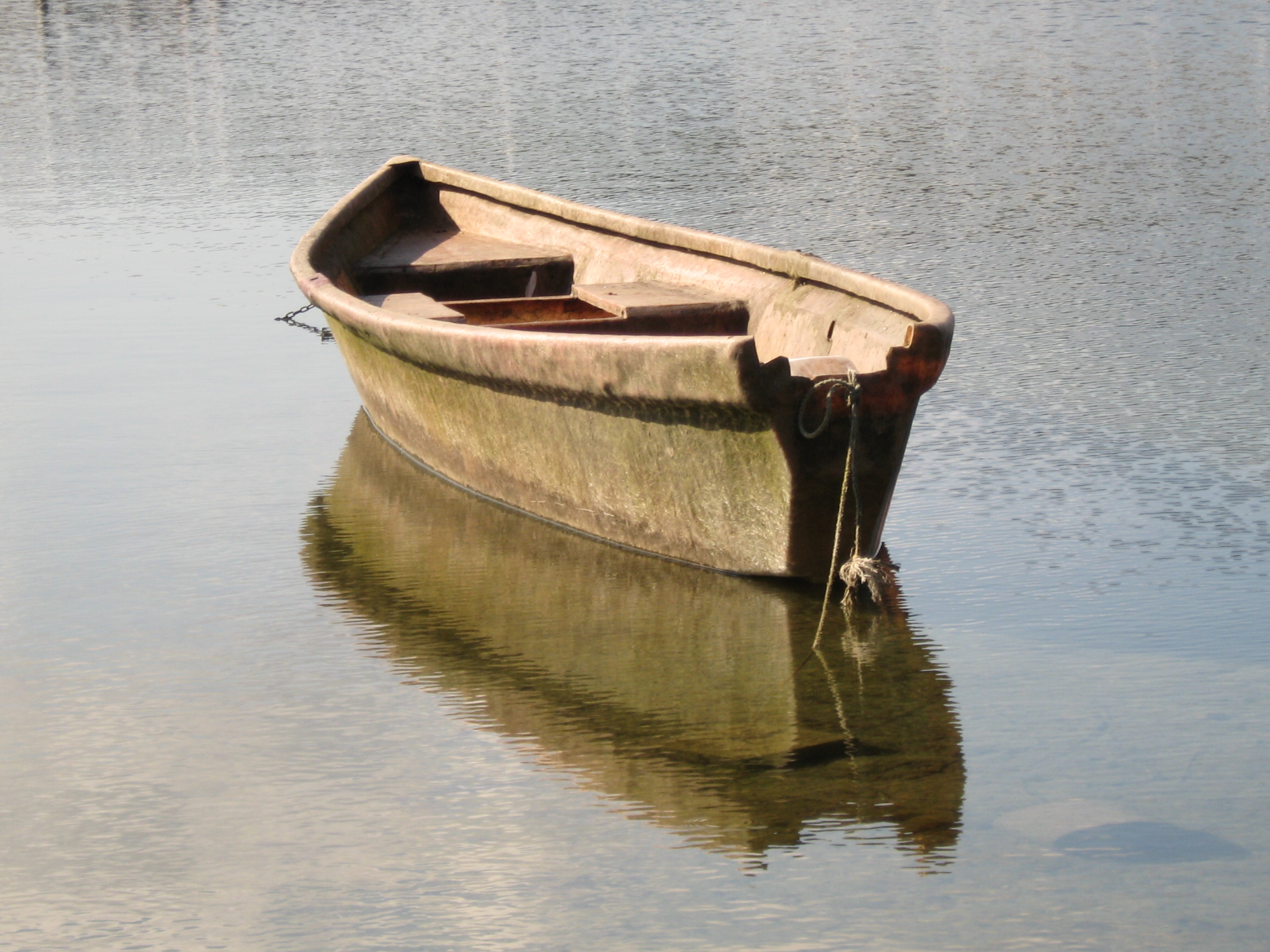
Barque pour la pêche

À l’origine, Pirates du Rhône s'intitulait Vorgine mais il est d'abord publié en feuilleton par le journal Le Progrès de Lyon avant d'être repris sous son titre actuel : Pirates du Rhône. À son propos, Clavel écrit en 1979 dans Le Rhône ou les Métamorphoses d’un Dieu : « Je lui dois, non pas le désir d’écrire qui couvait en moi depuis l’adolescence, mais le courage d’essayer, la force d’oser et ce trac qui, j’en suis convaincu, permet à certains de se surpasser ». Dans l'épigraphe, il a inséré une citation de l'écrivain Alexandre Arnoux, autre amoureux du Rhône : « Le Rhône, voyez-vous, une teigne; on ne s'en débarrasse pas facilement quand il vous coule dans le sang ».
Le fleuve qu'il a connu, Vernaison le village où il résidait, les petits bras morts du fleuve avec sa végétation -les lônes et sa vorgine- sont méconnaissables, la saulaie d'Irigny a disparu. « L'homme s'enlaidit qui détruit pour de l'argent. »
Et il constate, soulagé, que le Jura, sa chère terre natale, « est parmi celles qui ont le moins souffert de la folie des hommes ».

## Contenu et résumé

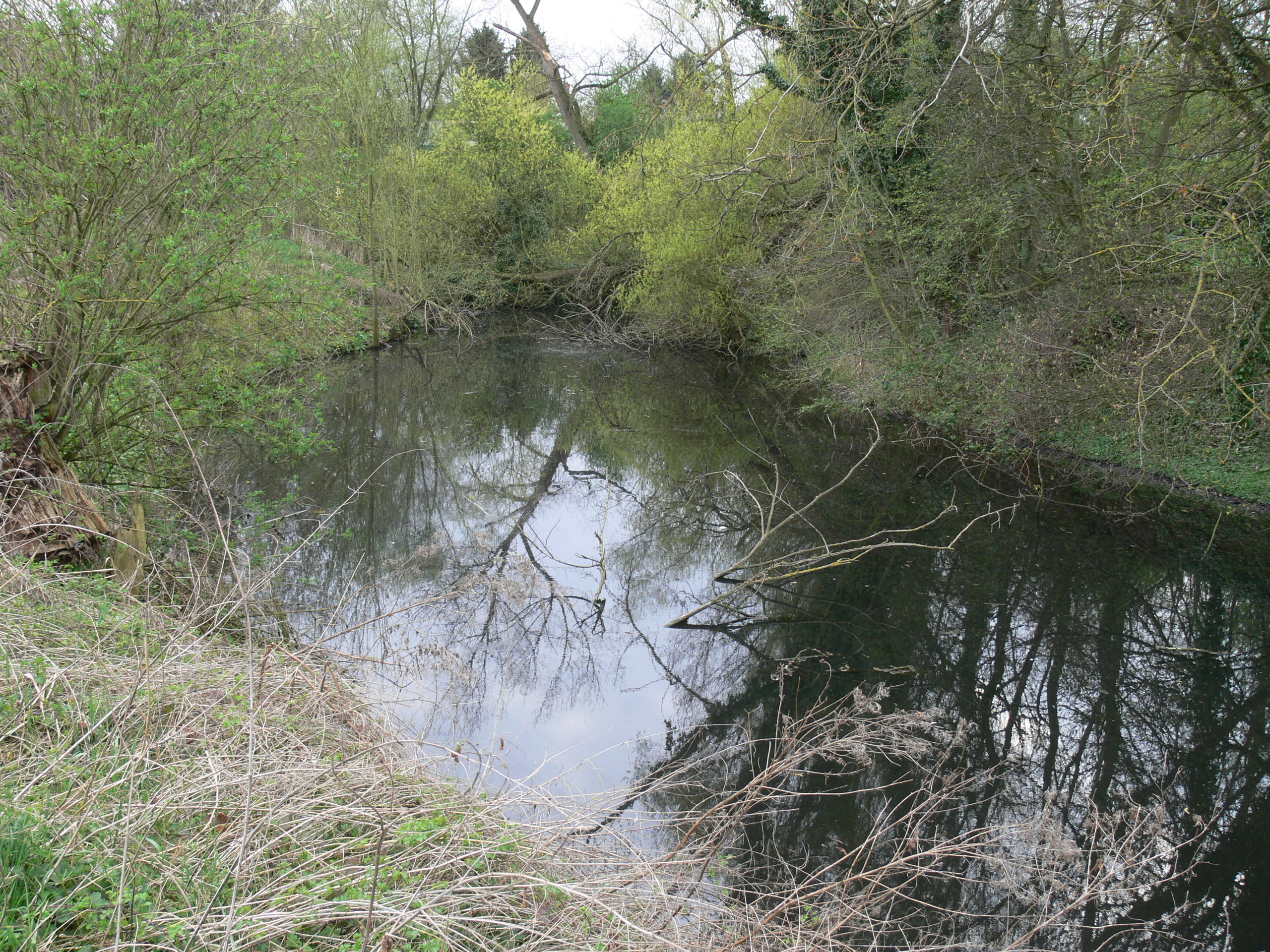
Zone humide de type Lône

Les Pirates du Rhône sont des gens simples chers à Bernard Clavel qui les a côtoyés quand il habitait à Vernaison au sud de Lyon. On y retrouve non seulement des gens autonomes et farouches qui gagnent comme ils peuvent leur vie en braconnant le poisson du fleuve et vivent à son rythme mais aussi leur sérénité devant la fureur du Rhône qui envahit parfois leurs maisons. Des gens établis le long du fleuve, vivant du fleuve comme dans deux autres romans que Bernard Clavel écrira par la suite, Le Seigneur du fleuve et La Guinguette.
Ce roman est d'abord une confrontation entre les tenants du progrès technologiques, ceux qui pensent que la dérivation du fleuve en aval de Lyon est une bonne chose malgré toutes les conséquences qu'elle va engendrer, et ceux qui veulent préserver l'évolution naturelle et préserver la nature. Long combat contre une certaine forme de progrès qui détruit l'environnement bien dans la ligne de Bernard Clavel qui a inlassablement dénoncé les dangers d'un progrès non maîtrisé par l'homme.
Dans les années 'soixante', il n'y avait encore aucun barrage sur le Rhône en aval de Lyon, le fleuve pouvait enfler, déborder, alimenter ses bras morts et ses lônes, espèces d'étangs qui le bordaient et servaient de refuges aux poissons parmi les roseaux et les saules. Résident là en intimité avec le fleuve plusieurs familles, le passeur qui fait la navette entre les deux rives, les Balarin avec leurs enfants, les braconniers pirates du Rhône ainsi qu'un artiste peintre Gilbert, qui vivent en communion avec le fleuve.
Ils pêchent la nuit quand ils se sentent plus à l'abri des gardes qu'en plein jour, avec leurs simples barques qu'ils manient à merveille dans le courant et les remous du fleuve. Ce fleuve qu'il aime et qui lui permet de nous donner une définition de la beauté : « Pour moi, tu sais, ce qui est beau est beau. Il me suffit de savoir que c'est beau. Il n'y a pas besoin de mettre un prix dessus. Je regarde, je pense: c'est beau. Voilà. Tiens le fleuve, il est beau. Je le sais. Je le regarde tous les jours depuis que je suis né, mais je n'ai jamais eu l'idée de me demander combien il pouvait représenter d'argent... »

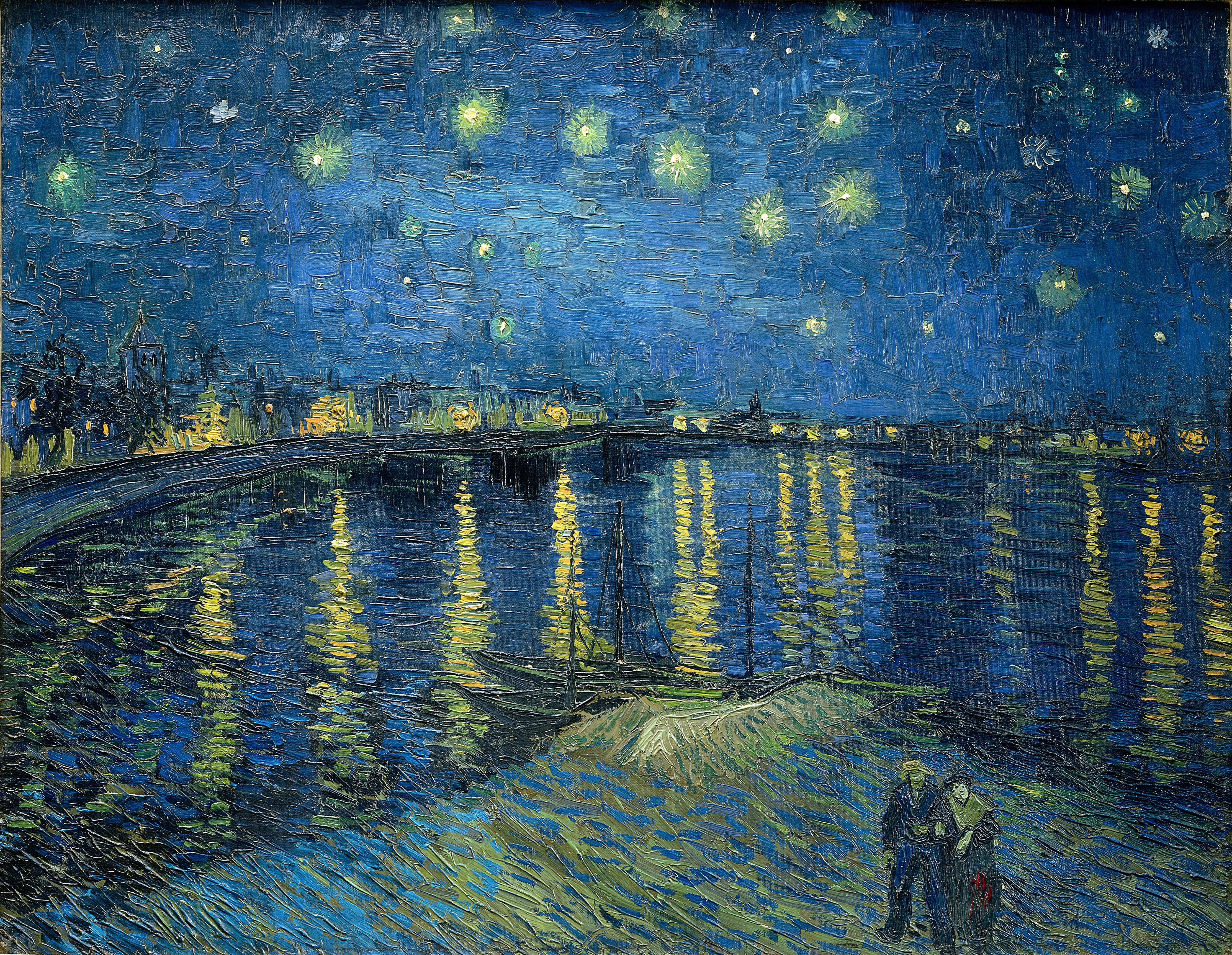
Le Rhône de nuit vu par Van Gogh

 Le rythme centenaire du fleuve est désormais menacé par ces 'grands travaux' qui vont modifier inexorablement et le fleuve et la vie de ceux qui en vivent, ces aménagements qui les condamnent irrémédiablement. Alors ils sont partis vers le nord, sur les rives de la Saône, qui est plus calme mais parfois plus dangereuse que le Rhône, se faire une nouvelles vie là-bas dans cet exil : ce sont les premiers réfugiés écologiques.
Marthe et Gilbert ont le cœur serré mais ils sont jeunes et ils s'aiment; pour les autres, Norine, Bertrand, c'est plus difficile. Mais ils connaissent encore mal leur nouveau territoire et le drame va se nouer, ici, loin de chez eux : Marthe a disparu, happée, engloutie dans le sol fangeux des rives de la Saône.
Alors Gilbert, désespéré, a pris le chemin du retour, il a retrouvé le père normand mais il se sent seul désormais, privé de l'amour de Marthe. Il va reprendre ses pinceaux, tenter encore et encore de saisir dans ses couleurs la vérité du fleuve, vérité fuyante selon le temps et la lumière, comme Max Lerrant, l'ami de Bernard Clavel, qui a peint tant et tant la saulaie d'Irigny, « l'une des plus belles d'Europe. »

## Adaptations
- Pirates du Rhône, adaptation du roman de Clavel, téléfilm de René Lucot avec Luce Ferral et Vania Vilers, 1975